# 龐圖蘇克鎮區 (伊利諾伊州漢考克縣)
龐圖蘇克鎮區（英語：Pontoosuc Township）是位於美國伊利諾伊州漢考克縣的一個行政鎮區。

## 地方資料
根據2010年美國人口普查的數據，龐圖蘇克鎮區的面積為51.50平方千米，當中陸地面積為47.80平方千米，而水域面積為3.70平方千米。當地共有人口402人，而人口密度為每平方千米7.81人。